# Ahsan Muhammad Khan
Ahsan Muhammad Khan (ur. 7 kwietnia 1916, zm. ?) – indyjski hokeista na trawie. Złoty medalista olimpijski z Berlina.

## Kariera sportowa
Zawody w 1936 były jego jedynymi igrzyskami olimpijskimi. W turnieju wystąpił tylko w jednym spotkaniu.